# Раймон Беренгер II
Раймон Беренгер II (ісп. Ramon Berenguer II, фр. Raimond-Bérenger II; бл. 1136 —1166) — граф Провансу у 1144—1166 роках. Після запеклих війн завдав поразки роду де Бо, що протистояв графам Провансу з 1142 року.

## Життєпис
Походив з Барселонського дому. Син Беренгер-Рамона I, графа Провансу, і Беатриси де Мейгейль. Народився близько 1136 року. 1144 року після смерті батька успадкував графство Прованс. З огляду на його молодість регентом став стрийко Рамон-Беренгер IV, граф Барселони. Раймон Беренгер II отримав виховання та освіту в Барселоні.
В цей час Раймунд де Бо, ворог попереднього графа Провансу, 1145 року отримав Золоту буллу від Конрада III Гогенштауфена, за яким де Бо отримав у володіння усі землі, якими правили батьки його дружини Стефанії. При цьому чітко не вказувалося на графство Прованське. У свою чергу 1146 року Рамон-Беренгер IV висадився в Провансі, прийнявши присягу 50 сеньйорів, відірвавши частину союзників від Раймунда де Бо. У 1149 році останній вимушений був укласти попередній мирний договір з Раймоном-Беренгером IV. 1150 року вже удова Раймунда де Бо — Стефанія — в Арлі уклала мир з Раймоном Беренгером II. Останній визнавався графом, а родина де Бо повинна була дозволити загонам графа зайняти замки Порталодоза і Тренкетай, землі, передані Раймунду де Бо в 1116 році, переходили до графа Раймон Беренгера II, рід де Бо повинен був відмовитися від здійснення нападів та незаконних зборів, що заважали комерції на річці Рона. Для гарантії виконання угоди Гуго де Бо став заручником.
Втім вже 1153 року Гуго де Бо знову початку готуватися до боротьби за графство Прованське. 1155 року імператор Фрідріх I Гогенштауфен підтвердив Золоту буллу 1145 року, оскільки бажав зміцнити владу Священної Римської імперії в королівстві Арелат (Бургундія). Це стало приводом до нової війни проти Раймона Беренгера II. Було відбито замок Тренкетай, який граф Провансу взяв в облогу. В 1156 році в Сен-Трофене було підписано договір, що підтверджував Арльський договір 1150 року. Гуго де Бо з братами знову пообіцяв передати графу замки і землі Тренкетай, Кастійоне і Вітроль.
1160 року Гуго де Бо за підтримки Раймунда V, графа Тулузи, знову підняв повстання проти Раймона Беренгера II. Роду де Бо надав дипломатичну допомогу імператор Фрідріх I, оскільки граф Провансу підтримав папу римського Олександра III — ворога імператора. 1161 року тулузькі війська захопили Везон. Раймон Беренгер II у відповідь захопив Арль і взяв в облогу замок Тренкетай. Він атакував замок з річки, за допомогою поставленого на кораблі дерев'яного укріплення. Слідом за цим отримав допомогу з Монпельє, Нарбона і Каркассона для облоги замка Бо.
1162 року спільно із стрийком Рамон-Беренгером IV зустрівся в Турині з імператором Фрідріхом I. Раймон Беренгер II приніс останньому оммаж за Прованс та вимушений був визнати папою Віктора IV, а імператор відкликав підтвердження Золотої булли. Також графство Форкальк'є було передано під сюзеренітет Провансу. Водночас граф Провансу оженився на небозі імператора Священної Римської імперії.
Слідом за цим Гуго де Бо втратив підтримку Тулузи. Війська до 1163 року графа Провансу і Барселони захопили та зруйнували замки Тренкетай і Бо, а також 80 укріплень, що належали роду де Бо.
Невдовзі після цього Раймон Беренгер II став опікуном малолітнього Альфонсо ІІ, короля Арагону. 1164 року повернувся до Провансу. 1165 року уклав мир з графством Тулузьким. Невдовзі також в Арлі уклав мирний договір з Генуезькою республікою. Потім він пройшов з військами до Грасса, де затвердив володіння єпископа Антіба, одного з основних союзників графа Провансу в цьому регіоні. Після цього граф почав облогу Ніцци за сприяння генуезького флоту. В ході цієї облоги навесні 1166 року Раймон Беренгер II був смертельно поранений пострілом з арбалету. Йому спадкувала донька Дульса II.

## Родина
Дружина — Рихеза, донька Владислав II П'яст, верховний князь Польщі
Діти:
- Дульса (бл. 1163—1172), графиня Провансу